# How to Be Lonely
«How to Be Lonely» es una canción de la cantante británica Rita Ora, se estrenó como sencillo a través de Atlantic Records el 13 de marzo de 2020. La canción fue escrita por el cantautor escocés Lewis Capaldi, originalmente estaba destinada a su propio álbum..

## Antecedentes y lanzamiento
«How to Be Lonely»  es la primera música de Ora de 2020. El 28 de febrero de 2020, previamente a su lanzamiento oficial, el sencillo se había estrenado en la plataforma Spotify. Se lanzó como el sencillo principal de su próximo tercer álbum de estudio a través de Atlantic Records el 13 de marzo de 2020.

## Composición
Lewis Capaldi escribió la canción, pero sintió que estaba «jodidamente mal» al cantarla. Bajo el consejo de su sello, se lo dio a Ora para que ella la interpretara. «How to Be Lonely» es una balada de medio tiempo en la que Ora canta sobre «luchar contra la inseguridad y la falta de autoestima». Según su palabras la pista está inspirada en muchos períodos de su vida; «Relata momentos en los que me he dado cuenta de que todos somos personas valiosas, algo que debemos apreciar, y que si bien las conexiones son importantes, nunca necesitamos la aprobación de los demás».

## Recepción crítica
Si bien Mike Wass de Idolator, estaba decepcionado de que la canción no fuera una canción dance-pop, la calificó como «una buena manera de comenzar una era» que «muestra el crecimiento del artista». Rob Copsey de Official Charts Company, comentó que la canción presenta «rasgueos de guitarra de apertura, chasquidos de dedos pegadizos y ritmos electrónicos impactantes», pero que no será un hit bailable como lo ‘Stupid Love’ o ‘Physical’».

## Presentaciones en vivo
Rita Ora interpretó en vivo por primera vez el tema en el evento de Sport Relief 2020.

## Posicionamiento en listas
| Listas (2020)                          | Mejor posición |
| -------------------------------------- | -------------- |
| Croacia (HRT)                          | 54             |
| Escocia (Official Charts Company)      | 8              |
| Irlanda (IRMA)                         | 96             |
| Nueva Zelanda Hot Singles (RMNZ)       | 19             |
| Reino Unido Singles (UK Singles Chart) | 57             |